# بون‌آباد
بون‌آباد یک روستا در استان خراسان جنوبی ایران است که در دهستان رقه واقع شده‌است.